# Aeropuerto Internacional de Greenville-Spartanburg
El Aeropuerto Internacional de Greenville-Spartanburg o el Greenville-Spartanburg International Airport (IATA: GSP, OACI: KGSP, FAA LID: GSP), también conocido como GSP International Airport o Roger Milliken Field, es un aeropuerto público localizado en un área no incorporada de los condados Greenville y Spartanburg en Carolina del Sur, Estados Unidos, 3 millas (5 kilómetros) al sur centro de Greer; el aeropuerto sirve a Greenville y Spartanburg en la región The Upstate de Carolina del Sur.

## Galería

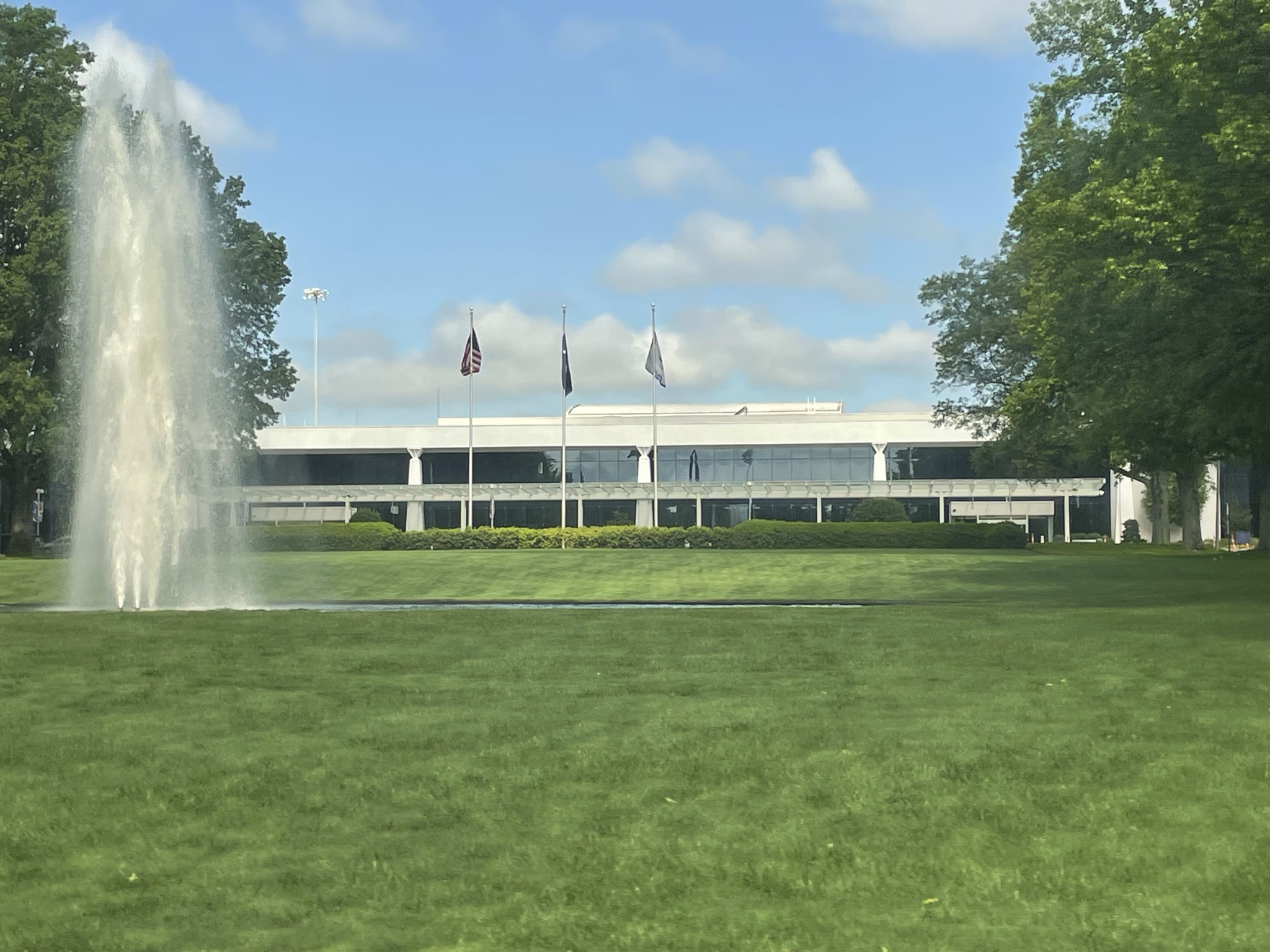
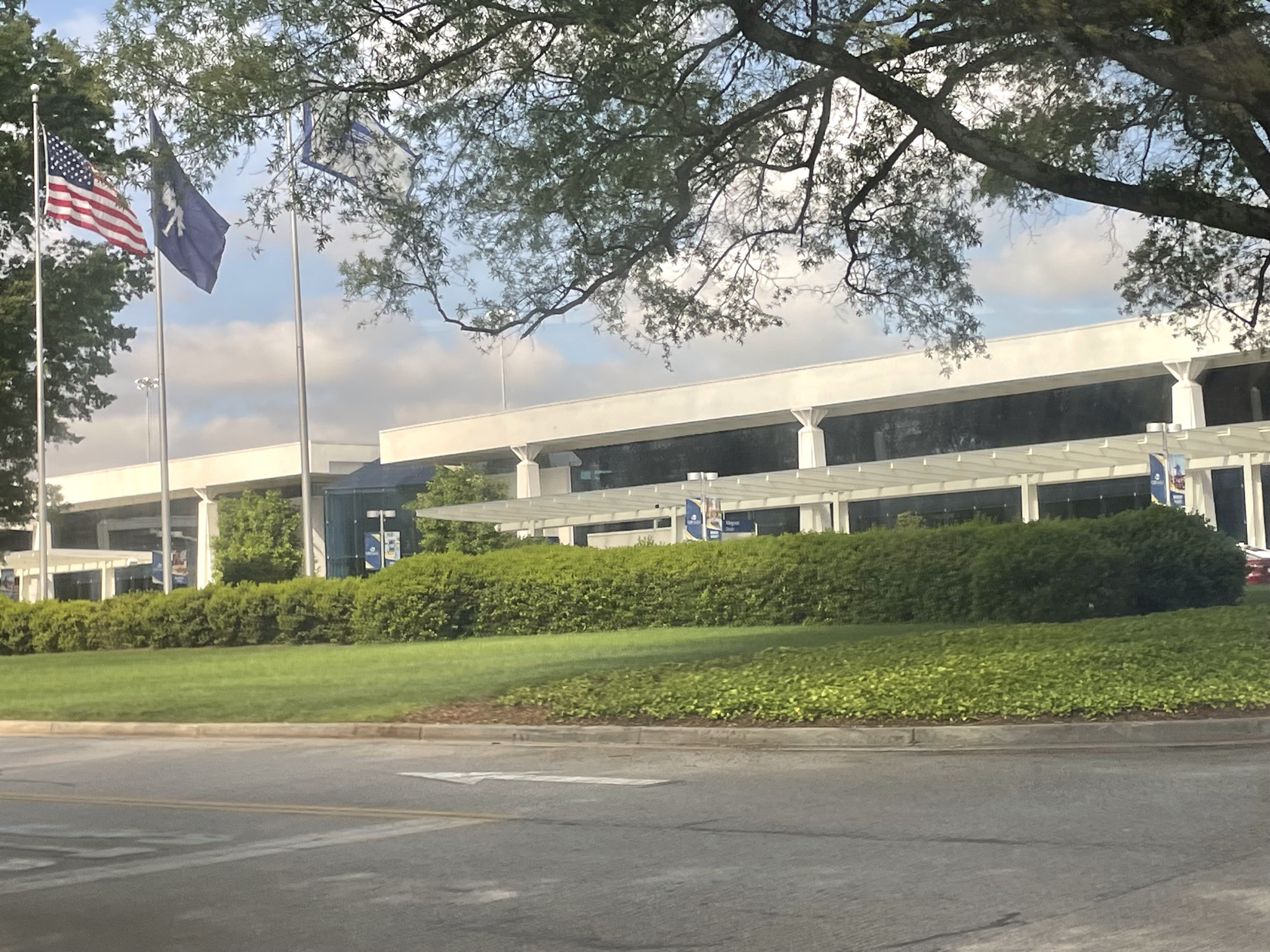
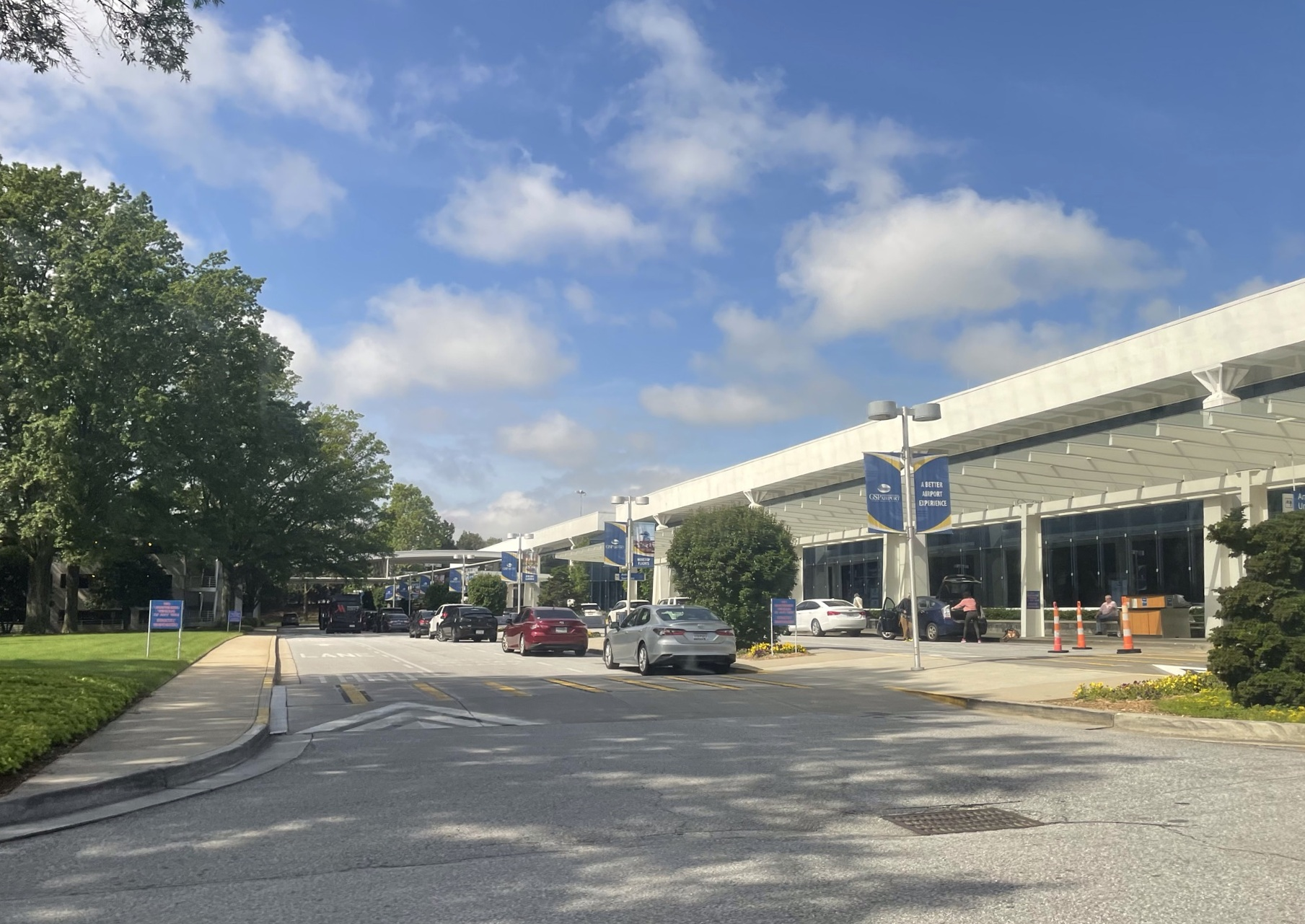
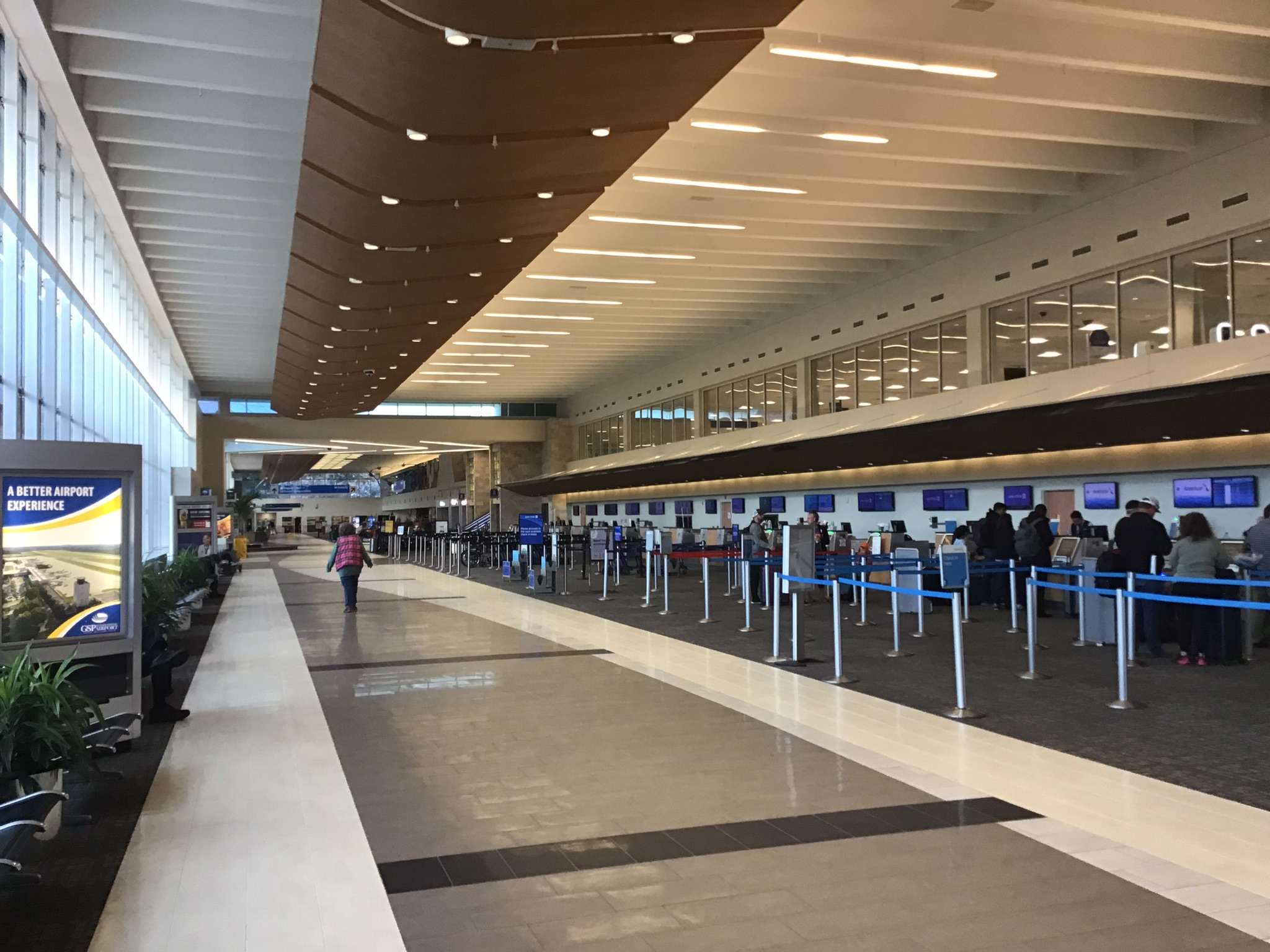
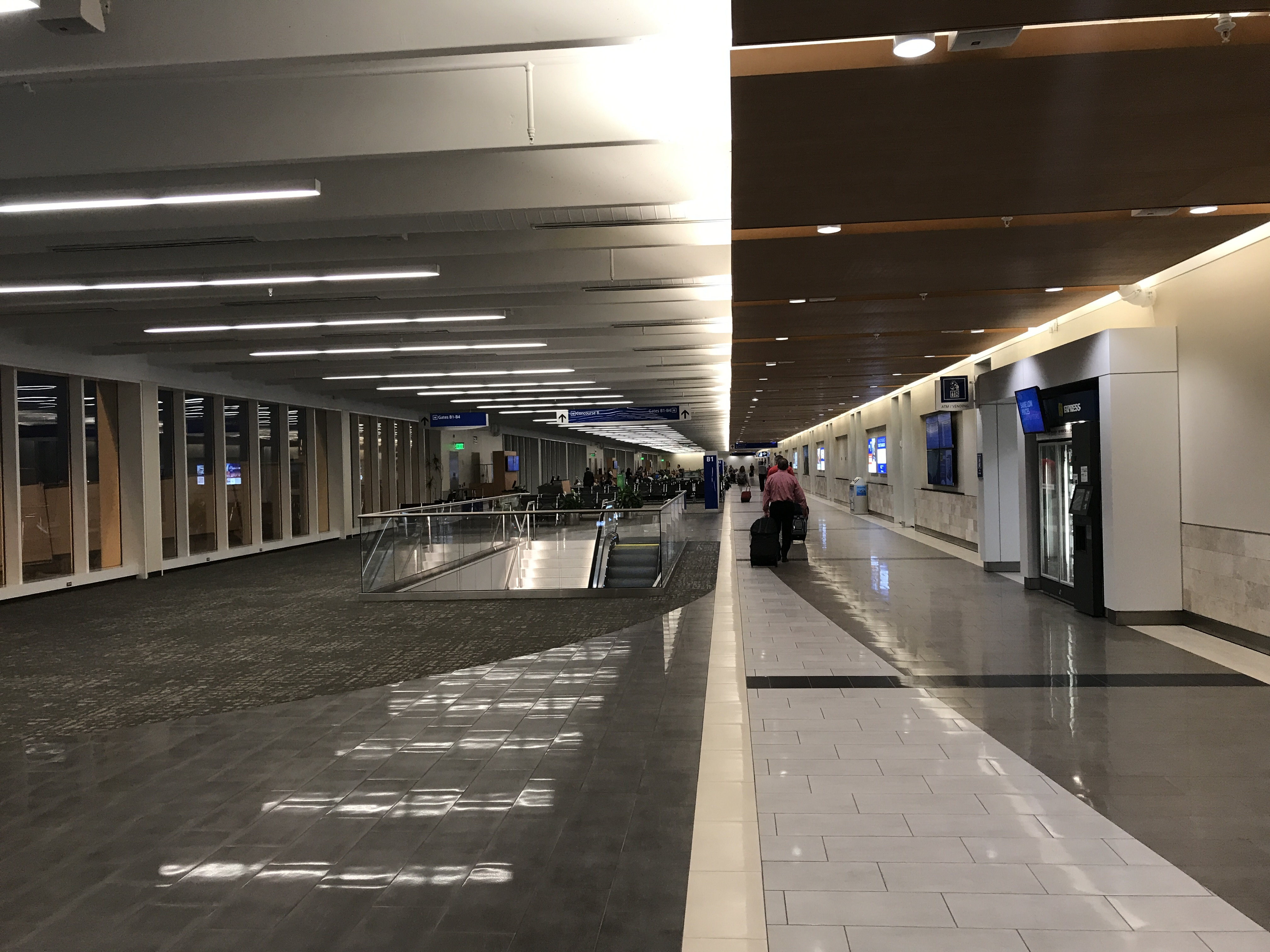
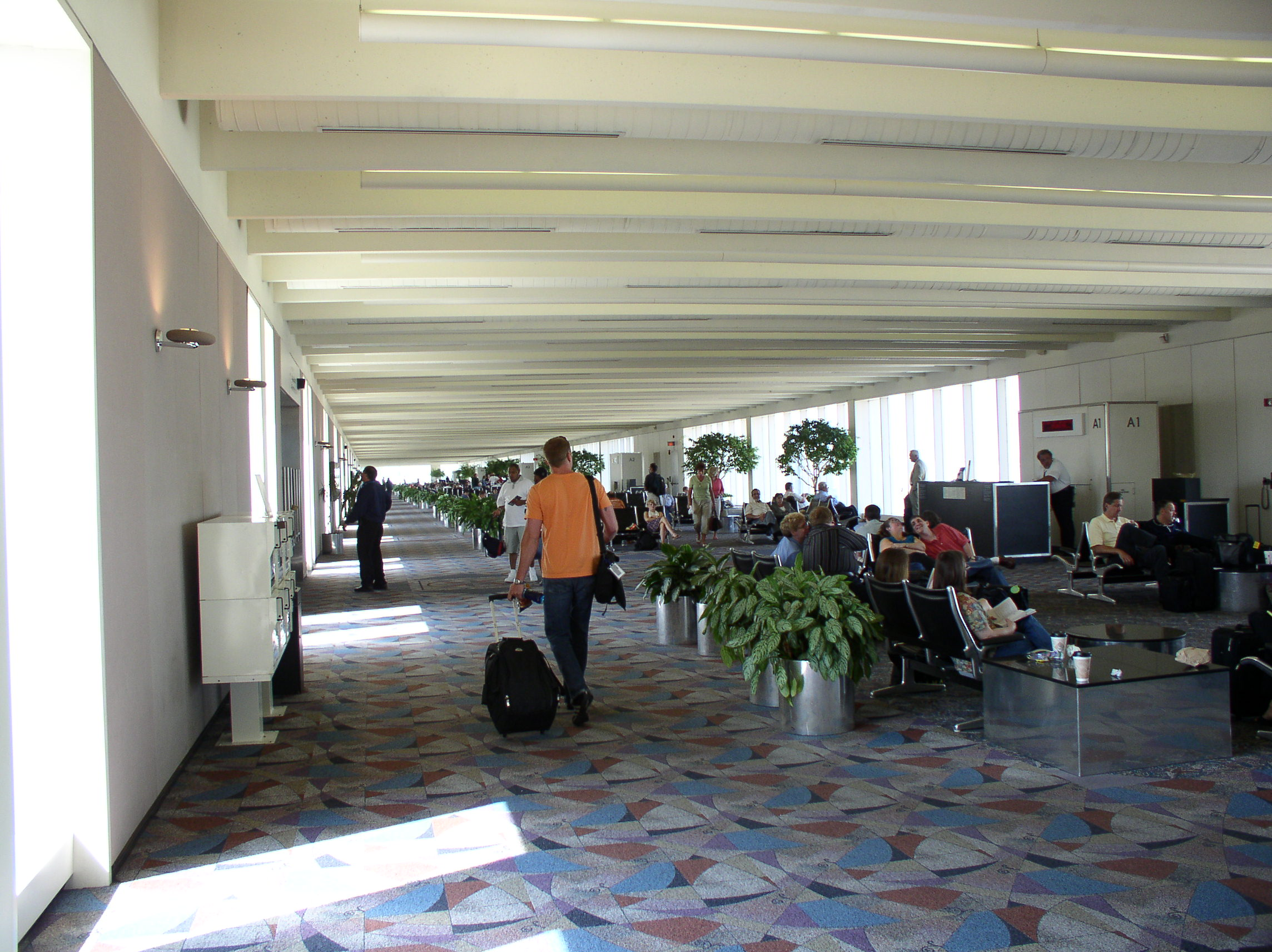
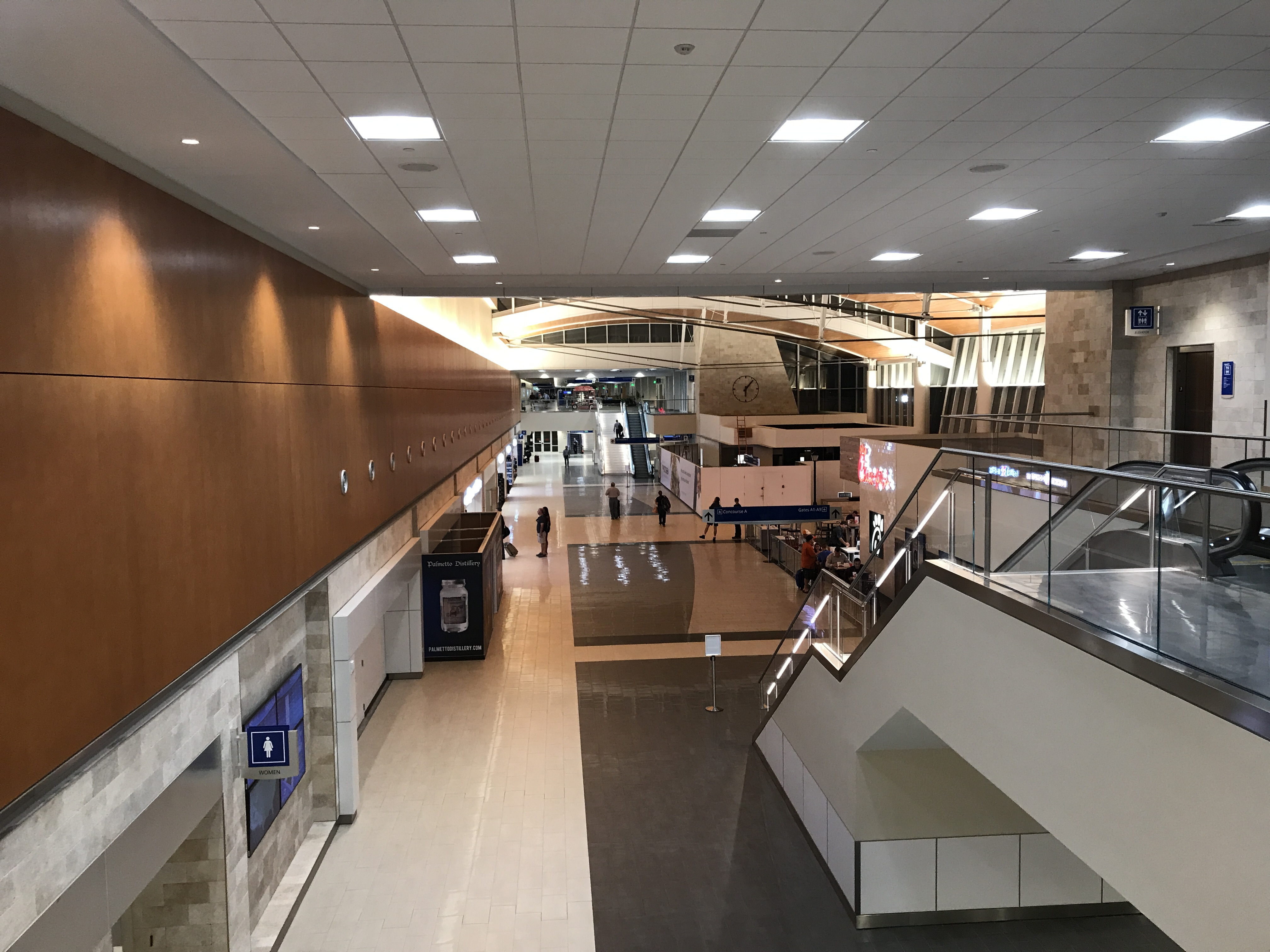
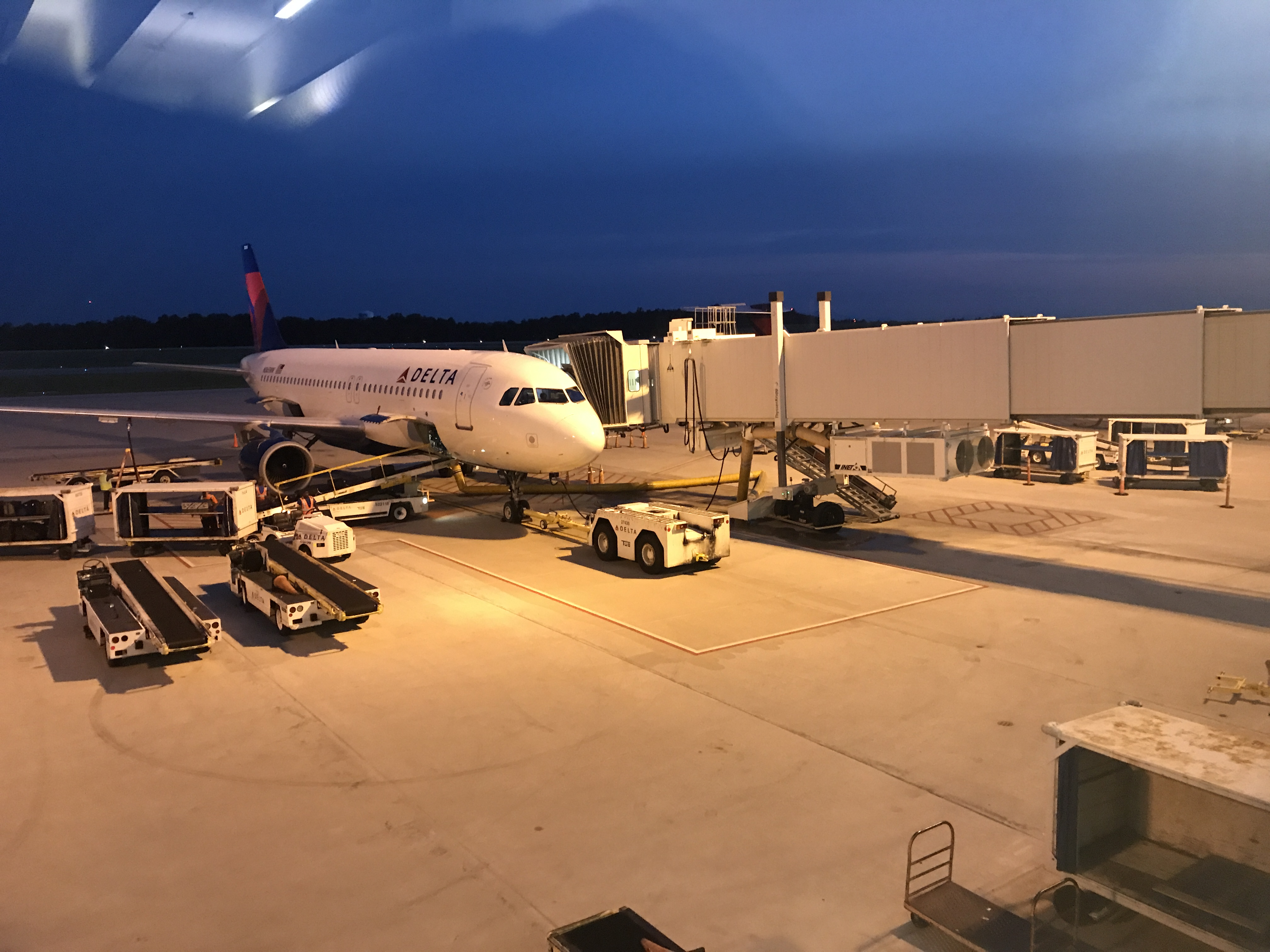

## Aerolíneas y destinos

### Pasajeros
| Aerolíneas         | Destinos                                                                                                   |
| ------------------ | --- |
| Allegiant Air      | Fort Lauderdale, Orlando/Sanford, San Petersburgo/Clearwater, Sarasota                                     |
| American Airlines  | Charlotte, Dallas/Fort Worth                                                                               |
| American Eagle     | Charlotte, Chicago–O'Hare, Dallas/Fort Worth, Filadelfia, Miami, Nueva York–LaGuardia, Washington–National |
| Avelo Airlines     | Estacional: New Haven                                                                                      |
| Breeze Airways     | Providence, Tampa Estacional: Fort Myers, Hartford, Los Ángeles, Orlando, Pittsburgh, White Plains         |
| Delta Air Lines    | Atlanta, Detroit                                                                                           |
| Delta Connection   | Detroit, Nueva York–LaGuardia                                                                              |
| Southwest Airlines | Baltimore, Houston–Hobby, Nashville Estacional: Denver                                                     |
| United Airlines    | Chicago–O'Hare, Houston–Intercontinental Estacional: Newark                                                |
| United Express     | Chicago–O'Hare, Denver, Newark, Washington–Dulles                                                          |

### Carga
| Aerolíneas              | Destinos                                                                               |
| ----------------------- | -------------------------------------------------------------------------------------- |
| Air Atlanta Icelandic   | Hahn, Múnich, Querétaro                                                                |
| Amerijet International  | Miami                                                                                  |
| Atlas Air               | Hahn                                                                                   |
| FedEx Express           | Indianápolis, Memphis                                                                  |
| FedEx Feeder            | Greensboro                                                                             |
| Maersk Air Cargo        | Colonia, Seúl–Incheon, Shenyang                                                        |
| UPS Airlines            | Charleston (SC), Columbia (SC), Louisville, Miami, Raleigh/Durham Estacional: Hartford |
| Western Global Airlines | Fort Myers                                                                             |

## Estadísticas

### Tráfico anual
| Año  | Pasajeros | Año  | Pasajeros | Año  | Pasajeros | Año  | Pasajeros | Año  | Pasajeros |
| ---- | --------- | ---- | --------- | ---- | --------- | ---- | --------- | ---- | --------- |
| 1984 | 735,961   | 1994 | 1,560,042 | 2004 | 1,575,117 | 2014 | 1,897,264 | 2024 | 2,880,480 |
| 1985 | 854,092   | 1995 | 1,322,540 | 2005 | 1,792,597 | 2015 | 1,940,602 | 2025 |           |
| 1986 | 937,863   | 1996 | 1,428,223 | 2006 | 1,528,979 | 2016 | 2,011,047 | 2026 |           |
| 1987 | 1,105,752 | 1997 | 1,450,174 | 2007 | 1,555,077 | 2017 | 2,130,885 | 2027 |           |
| 1988 | 1,139,640 | 1998 | 1,424,669 | 2008 | 1,415,688 | 2018 | 2,317,984 | 2028 |           |
| 1989 | 1,110,314 | 1999 | 1,518,561 | 2009 | 1,250,766 | 2019 | 2,612,236 | 2029 |           |
| 1990 | 1,184,580 | 2000 | 1,590,786 | 2010 | 1,301,744 | 2020 | 1,065,499 | 2030 |           |
| 1991 | 1,055,823 | 2001 | 1,412,567 | 2011 | 1,787,161 | 2021 | 1,799,877 | 2031 |           |
| 1992 | 1,097,287 | 2002 | 1,386,828 | 2012 | 1,901,032 | 2022 | 2,187,884 | 2032 |           |
| 1993 | 1,171,826 | 2003 | 1,350,648 | 2013 | 1,866,826 | 2023 | 2,563,853 | 2033 |           |